# Stöcker (Familienname)
Stöcker oder Stoecker ist ein deutscher Familienname.

## Varianten
- Stocker, Stöck, Stöckmann

## Namensträger
- Adele Bloesch-Stöcker (1875–1978), deutsch-schweizerische Violinistin und Komponistin
- Adolf Stoecker (1835–1909), deutscher evangelischer Theologe und Politiker
- Alexander Stöcker (1896–1963), deutscher Bildjournalist, Luftfahrtfotograf und Pressefotograf
- Bernd Stöcker (* 1952), deutscher Bildhauer
- Christian Stöcker (* 1973), deutscher Psychologe, Journalist und Professor
- Christiane Stöcker, deutsches Fotomodell
- Diana Stöcker (* 1970), deutsche Politikerin
- Detlef Stöcker (* 1963), deutscher Sachbuchautor
- Elmar Stöcker (1929–1984), deutscher Pathologe und Hochschullehrer
- Folkmar Stoecker (* 1943), deutscher Diplomat
- Georg Moritz Stöcker (1797–1852), deutscher Politiker, Abgeordneter des Bayerischen Landtags und Mitglied der Nationalversammlung in Frankfurt am Main 1848/49
- Hans Jürgen Stöcker (1928–2004), deutscher Manager und Verbandsfunktionär
- Heinrich Stoecker (1804–1848), deutscher Jurist, Hofgerichtsrat und Politiker
- Heinrich Stöcker (Heimatforscher) (1918–2007), deutscher Lehrer und Heimatforscher
- Heinz Stöcker (* 1929), deutscher Generalmajor des Ministeriums für Staatssicherheit (MfS)
- Heinz Dietrich Stoecker (1915–1998), deutscher Botschafter
- Helene Stöcker (1869–1943), deutsche Frauenrechtlerin und Publizistin
- Helmuth Stoecker (1920–1994), deutscher marxistischer Historiker
- Hermann Stöcker (1938–2022), deutscher Fußballspieler
- Horst Stöcker (* 1952), deutscher Physiker
- Hugo Stöcker (1830–1873), deutscher Jurist und Politiker
- Jakob Stöcker (1886–1969), deutscher Journalist und Sachbuchautor
- Joachim Stöcker (1944–2023), deutscher Politiker (CDU)
- Johann Stöcker (1835–1913), deutscher Gastwirt, Bierbrauer und Mitglied des Deutschen Reichstags
- Johann Henrich Stoecker (1745–1822), deutscher Gutsbesitzer, Richter und Politiker
- Karl Stöcker (1845–1908), deutscher Landwirt, Gastwirt und nationalliberales Mitglied des Deutschen Reichstags
- Margarete Stöcker (* 1961), deutsche Fachdozentin und Autorin
- Michael Stöcker (1937–2013), deutscher Kommunalpolitiker (CSU)
- Michel Stöcker (* 1999), deutscher Fußballspieler
- Patrik Stöcker (* 1992), deutscher Leichtgewichtsruderer
- Peter Stöcker (* 1968), deutscher Crosslauf-Sommerbiathlet und Leichtathlet
- Ralf Stoecker (* 1956), deutscher Philosoph und Hochschullehrer
- Sally W. Stoecker (* 1954), US-amerikanische Hochschullehrerin
- Tabitha Stoecker (* 2000), britische Skeletonfahrerin
- Theodor Stöcker (1811–1878), deutscher Klavierbauer
- Walter Stoecker (1891–1939), deutscher Politiker (KPD)
- Werner Stöcker (* 1939), deutscher Leichtathlet und Langstreckenläufer
- Winfried Stöcker (* 1947), deutscher Mediziner und Unternehmer